# 周师兄
周师兄又稱周师兄重庆火锅、周师兄火锅，原名周师兄大刀腰片火锅，是中華人民共和國重慶市一家火鍋連鎖店，由周永林創辦於2016年。2021年初，該火鍋連鎖店向上海、深圳擴張。截止2021年7月，周师兄在重庆、上海、深圳设立21家直营门店。2021年8月2日，周师兄火锅获得黑蚁资本A轮亿元投资。